# Firma electrónica

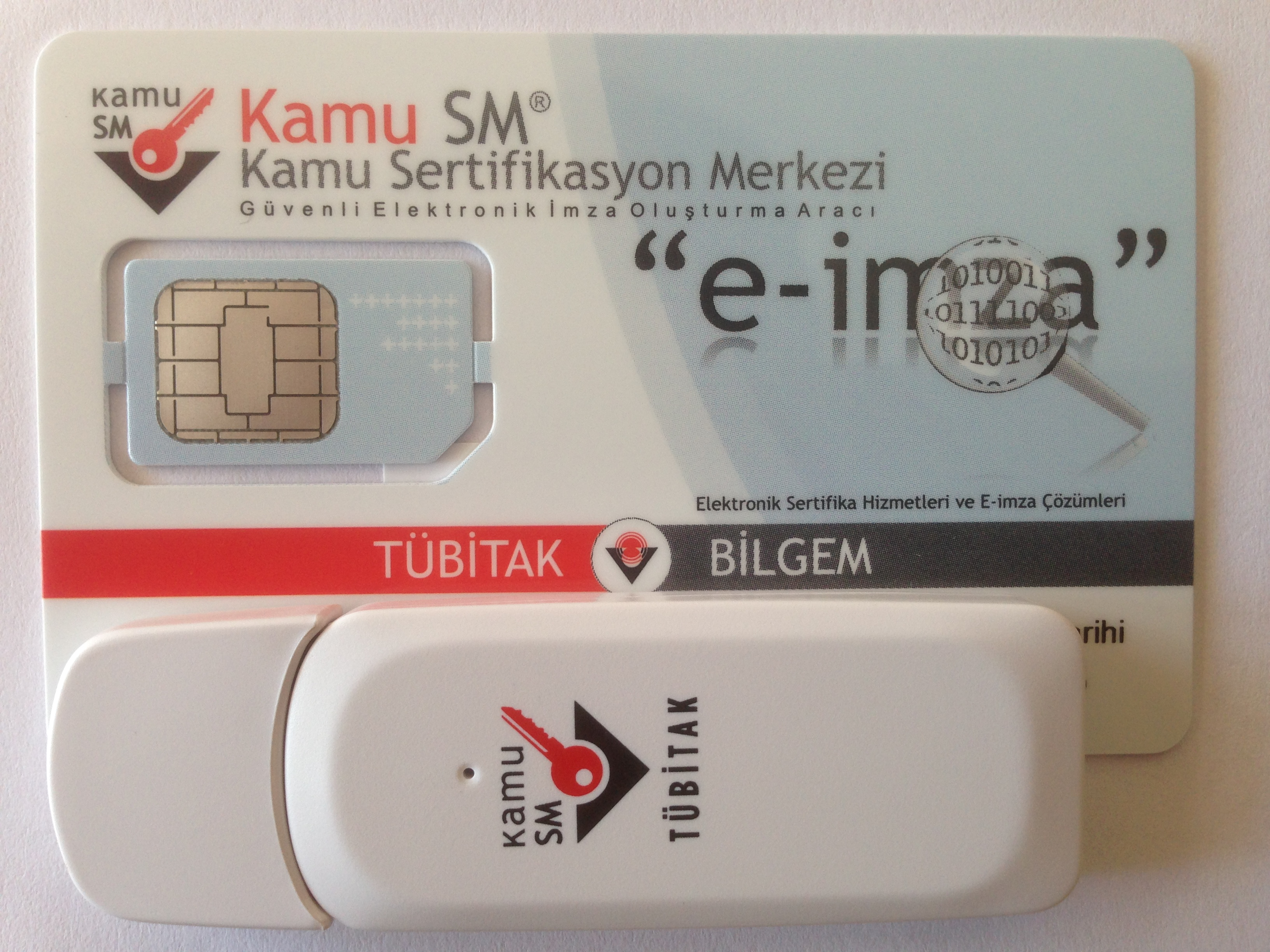
Dispositivo de creación de firma electrónica mediante certificado

La firma electrónica es un concepto jurídico, equivalente electrónico al de la firma manuscrita, donde una persona acepta y da por validado el contenido de un mensaje electrónico a través de cualquier medio electrónico que sea legítimo y permitido. Ejemplos:
- Usando una firma biométrica.
- Firmando con un lápiz electrónico al usar una tarjeta de crédito o débito en un comercio.
- Marcando una casilla en una computadora, a máquina, o aplicada con el ratón o incluso con el dedo del usuario en una pantalla táctil.
- Usando una firma digital.
- Usando un sistema que obligue a establecer usuario y contraseña.
- Usando una tarjeta de coordenadas.

La firma electrónica a su vez puede tener diferentes técnicas para firmar un documento, así tenemos las siguientes:
- Código secreto o de ingreso: es la necesidad de una combinación determinada de números o letras, que son solo conocidas por el dueño del documento, como es el caso del PIN en los cajeros automáticos o para el desbloqueo de un teléfono.
- Métodos basados en la biometría: se permite el acceso al documento mediante mecanismos de identificación física o biológica del usuario o dueño del documento; la forma de identificación en este caso consiste en la comparación de características físicas de cada persona con un patrón conocido y almacenado en una base de datos, Los lectores biométricos identifican a la persona por lo que es (manos, ojos, huellas digitales y voz).

En el perfeccionamiento del cifrado de mensajes, llegamos a lo que se conoce como criptografía, que consiste en un sistema de codificación de un texto con claves de carácter confidencial y procesos matemáticos complejos, de manera que para el tercero resulta incomprensible el documento si desconoce la clave decodificadora, que permite visualizar el documento en su forma original; de ahí es que surgen dos tipos de criptografía:
- Criptografía de clave secreta o simétrica: las partes en los dos procesos de cifrado y descifrado comparten una clave común previamente acordada; debe ser conocida solamente por ambas partes, para evitar que un tercero ajeno a la operación pueda descifrar el mensaje transmitido y de esa forma hacer caer toda la seguridad del sistema.
- Debido a lo anterior, surgió el sistema de clave asimétrica o de doble clave. Este sistema fue creado por investigadores de la Universidad de Stanford en 1976, y tal como lo indica su nombre, el sistema posee dos claves: una clave privada, que solo es conocida por el autor del documento, y una clava pública, que puede ser conocida por cualquier persona. Si bien esas dos claves se encuentran relacionadas matemáticamente mediante un algoritmo, no es posible conocer la clave privada a partir de la pública, por lo menos en los estándares tecnológicos actuales.[4]

## Regulaciones en diferentes países

### América

#### América del norte

##### Canadá
PIPEDA es la Ley federal canadiense de protección de las informaciones personales y los documentos electrónicos. La ley determina la firma electrónica general como la “firma que consiste en una o varias letras, signos, cifras y otros símbolos en forma digital incluidos en el documento electrónico, adjuntos a este o relacionados con este”, y la firma electrónica como la “firma electrónica que es el resultado de aplicación de una tecnología o el proceso prescritos según reglas”.
En la práctica las firmas manuscritas y electrónicas en Canadá se consideran a estar en el mismo nivel con un requisito adicional. Ambas partes que participan en la firma deben acordarse a aceptar la legitimidad de las firmas electrónicas para poner una firma jurídicamente obligatoria.

##### EE. UU.
En 1999 fue desarrollado el proyecto UETA de acuerdo con el que a cada estado de los Estados Unidos se puede conceder la estructura jurídica para usar las firmas electrónicas. UETA fue aceptada por 48 estados, el distrito de Columbia y las Islas Vírgenes de los Estados Unidos
El 1 de octubre de 2000 en los Estados Unidos entró en vigor la ley federal ESIGN (Ley de firmas electrónicas en las relaciones comerciales internacionales y domésticas). La ESIGN determina la firma electrónica como el “sonido, el símbolo o el proceso electrónico adjunto o relacionado lógicamente con el contrato u otra grabación creada, enviada, transmitida, recibida o almacenada con los medios electrónicos”. Con esto según ESIGN: “no se puede rechazar en la validez judicial, la efectividad o la fuerza ejecutiva sólo por estar estos en forma electrónica”. Según ESIGN la parte firmante debe demostrar una intención clara de firmar el convenio en forma electrónica. Una firma puesta por el ratón o estilete, así como pulsando el botón “Yo acepto” tiene el mismo efecto como la firma manuscrita. La ESIGN es el acta jurídica de coordenación, ya que hacia el momento de su aceptación ya en la mayoría de ciertos estados se formó la legislación reguladora correspondiente.

##### México
En México existe la Ley de Firma Electrónica Avanzada (LFEA) publicada en el diario oficial de la federación el 11 de enero de 2012. La Secretaría de Economía es la encargada de acreditar a los diferentes servicios de firma electrónica avanzada.
La LFEA establece que la firma electrónica avanzada tiene los mismos efectos jurídicos que la firma autógrafa, garantiza el contenido del documento firmado y no es repudiable.

#### América Central

##### Guatemala
En Guatemala, la Ley para el Reconocimiento de las Comunicaciones y Firmas Electrónicas (Decreto 47-2008), fue publicada en el diario oficial el 23 de septiembre de 2008. El Ministerio de Economía de ese país tiene bajo su responsabilidad el regular este tema, y abrió en el mes de junio de 2009 el Registro de Prestadores de Servicios de Certificación, publicando su sitio web con copia de la ley e información importante sobre el tema.
Existen dos Prestadores de Servicios de Certificación Digital debidamente autorizado por el Ministerio de Economía de Guatemala, el primero autorizado en 2012 fue la Cámara de Comercio de Guatemala a través de su instancia Firma-e, en el año 2015 la entidad Prisma Registro Digital. y en 2018 5B. Lista oficial

##### Honduras
En Honduras, la ley para certificar cualquier institución como Prestadora de Servicios de Certificación de Firma Electrónica, Ley aprobada mediante Decreto 149-2013 aprobado por el Congreso Nacional en julio de 2013, siendo el Banco Central de Honduras (BCH) la primera institución del país en ser autorizado como Prestadora de Servicios de Certificación de Firma Electrónica, su Certificado lo recibió de Instituto de la Propiedad (IP)

##### Nicaragua
El 30 de agosto de 2010 en La Gaceta Diario Oficial n.º 165, se publicó la Ley n.º 729, Ley de Firma Electrónica, siendo la Dirección General de Tecnología (DGTEC), dependencia del Ministerio de Hacienda y Crédito Público (MHCP), la Entidad Rectora del proceso de acreditación de firma electrónica.
El 8 de noviembre de 2011, se publicó en La Gaceta Diario Oficial, el Decreto n.º 57-2011, Reglamento de Ley n.º 729, Ley de Firma Electrónica.
La legislación nicaragüense, para su país, define dos tipos de firma electrónica:
- Firma electrónica.
- Firma electrónica certificada.

La diferencia se establece en que la firma electrónica certificada está basado en un certificado emitido por un Proveedor de Servicios de Certificación, el cual en cumplimiento de la ley y normativa aplicable fue autorizado por la DGTEC para operar en el país.

##### Costa Rica
En Costa Rica, la Ley de Certificados, Firmas Digitales y Documentos Electrónicos (Ley 8454) es firmada el 22 de agosto de 2005.
Esta Ley faculta la posibilidad de vincular jurídicamente a los actores que participan en transacciones electrónicas, lo que permite llevar al mundo virtual transacciones o procesos que anteriormente requerían el uso de documentos físicos para tener validez jurídica, bajo el precepto de presunción de autoría y responsabilidad, además lo anterior sin demérito del cumplimiento de los requisitos de las formalidades legales según negocio jurídico.

#### América Insular o Islas del Caribe

##### República Dominicana
En la República Dominicana, la Ley 126-02 de Comercio Electrónico, Documentos y Firmas Digitales, de fecha 29 de septiembre de 2002, regula toda relación comercial, estructurada a partir de la utilización de uno o más documentos digitales o mensajes de datos o de cualquier otro medio similar. Y se designa al Instituto Dominicano de las Telecomunicaciones (INDOTEL) como el Órgano Regulador.

#### América del Sur

##### Argentina
La firma digital es legislada en la ley 25506 de la República Argentina. Fue sancionada en noviembre de 2001 y promulgada en el mismo año.
La ley distingue a la firma digital de la firma electrónica, siendo la primera la de mayor peso jurídico: se establece que la firma digital es equivalente a la firma manuscrita. 
Esa equivalencia se exceptúa en los siguientes casos: (Estas exclusiones han sido derogadas primero por el l Decreto de Necesidad y Urgencia N° 27/2018 modificó la regulación de la Ley N° 25.056 de Firma Digital y luego por el Decreto Reglametario N° 182/2019) 
1. a las disposiciones por causa de muerte;
2. a los actos jurídicos del derecho de familia;
3. a los actos personalismos en general;
4. a los actos que deban ser instrumentados bajo exigencias o formalidades incompatibles con la utilización de la firma digital, ya sea como consecuencia de disposiciones legales o por acuerdo de partes.

A diferencia de la firma electrónica, la firma digital es posible gracias al uso de certificados digitales. Esos certificados contienen datos que identifican al titular de una firma. Los certificados digitales son entregados por Certificadores registrados y autorizados para tal actividad, y pueden ser empresas, registros, u organismos públicos especialmente autorizados.
Son los certificados digitales los que permiten a un tercero establecer la autenticidad de un firmante y detectar la alteración de documentos electrónicos firmados digitalmente.
Por otro lado, la exigencia de establecer la autenticidad del firmante en la firma electrónica recae en el mismo firmante, dado que carece de los requisitos legales para ser considerada firma digital. En cambio, la autenticidad del firmante en la firma digital se presume, salvo prueba en contrario.

##### Chile
Fue publicada el 15 de septiembre de 2003 por el Ministerio Secretaría General de la Presidencia, la Ley 19.799 sobre Documentos Electrónicos, Firma Electrónica y Servicios de Certificación de dicha firma, reconoce que los órganos del Estado podrán ejecutar o realizar actos, celebrar contratos y expedir cualquier documento, dentro de su ámbito de competencia, suscribiéndolos por medio de firma electrónica simple. Igualmente señala que estos actos, contratos y documentos, suscritos mediante firma electrónica, serán válidos de la misma manera y producirán los mismos efectos que los expedidos en soporte de papel.

##### Colombia
La Ley 527 por medio de la cual se define y reglamenta el acceso y uso de los mensajes de datos, del comercio electrónico y de las firmas digitales fue aprobada el 18 de agosto de 1999. Esta norma presenta una definición para firma digital "como un valor numérico que se adhiere a un mensaje de datos y que, utilizando un procedimiento matemático conocido, vinculado a la clave del iniciador y al texto del mensaje permite determinar que este valor se ha obtenido exclusivamente con la clave del iniciador y que el mensaje inicial no ha sido modificado después de efectuada la transformación".
Por su parte, el Decreto 2364 de 2012 por medio del cual se reglamenta el artículo 7° de la Ley 527 de 1999, sobre la firma electrónica y se dictan otras disposiciones, en su artículo 1, define a la firma electrónica como: Métodos tales como, códigos, contraseñas, datos biométricos, o claves criptográficas privadas, que permite identificar a una persona, en relación con un mensaje de datos, siempre y cuando el mismo sea confiable y apropiado respecto de los fines para los que se utiliza la firma, atendidas todas las circunstancias del caso, así como cualquier acuerdo pertinente.
Mediante el Decreto 333 de 2014 se regularon de manera detallada aspectos relacionados con las entidades de certificación, los certificados y las firmas digitales. En la actualidad existen siete (7) entidades de certificación abierta.

##### Ecuador
En Ecuador existe la Ley N.º 67, de Comercio Electrónico, Firmas Electrónicas y Mensajes de Datos, vigente desde el año 2002, y su Reglamento, también redactado y registrado en el mismo año y dentro de la misma existen artículos que sancionan pecuniariamente y con privación de la libertad a quienes hagan mal uso de los recursos electrónicos.
Las entidades acreditadas para la emisión de certificados de firma electrónica son:
- Consejo de la Judicatura
- Banco Central del Ecuador
- Security Data

##### Perú
En el Perú se ha dictado la Ley de Firmas y Certificados Digitales (Ley 27269), la cual regula la utilización de la firma electrónica, otorgándole la misma validez y eficacia jurídica que el uso de una firma manuscrita u otro análoga que conlleve manifestación de voluntad.
En dicha ley se estipula que los certificados digitales, es decir los documentos electrónicos generados y firmados digitalmente por una entidad de certificación, deben contener al menos:
1. Datos que identifiquen indiscutiblemente al suscriptor.
2. Datos que identifiquen a la Entidad de Certificación.
3. La clave pública.
4. La metodología para verificar la firma digital del suscriptor impuesta a un mensaje de datos.
5. Número de serie del certificado.
6. Vigencia del certificado.
7. Firma digital de la Entidad de Certificación

##### Uruguay
La ley de Documento Electrónico y Firma Electrónica fue aprobada el 21 de septiembre de 2009. Crea y encarga a la Agencia de Gobierno electrónico y Sociedad de la Información y del Conocimiento (AGESIC) como Unidad de Certificación Electrónica Nacional, establece la firma electrónica y la firma electrónica avanzada y reconoce su uso legal público y privado para todo el país.

##### Venezuela
En la República Bolivariana de Venezuela lo regula el decreto con fuerza de ley del año 2001, sobre mensajes de datos y firmas electrónicas.

### Europa
El mercado interior para los países miembros de la Unión Europea implica un espacio sin fronteras interiores en el que está garantizada la libre circulación de mercancías. Deben satisfacerse los requisitos esenciales específicos de los productos de firma electrónica a fin de garantizar la libre circulación en el mercado interior y fomentar la confianza en la firma electrónica.
En ese sentido, el Reglamento UE N° 910/2014 consolida el marco común para la firma electrónica planteado en la Directiva 1999/93/CE, que además se concretó con la transposición de la Directiva a las diferentes legislaciones nacionales de los países miembros.
Para la tarea de verificar el estado del certificado se puede acceder a los sistemas de validación, que nos informarán de la vigencia del certificado en ese instante. Pero, ¿qué sucede si la verificación de la firma del documento se realiza una vez que el certificado no es válido? ¿Cómo tenemos certeza de en qué momento se realizó la firma?. Para evitar estos problemas, se puede añadir evidencias a la firma que incluyan información de la fecha de su creación (Time Stamping o Sellado de Tiempo) y de la validez del certificado en ese instante (token de respuesta OCSP). De este modo se consigue que la validez de la firma perdure más allá de la validez del certificado.

#### Europa meridional

##### España
En España existe la Ley 59/2003, de Firma electrónica, que define tres tipos de firma:
- Firma electrónica: es el conjunto de datos en forma electrónica, consignados junto a otros o asociados con ellos, que pueden ser utilizados como medio de identificación del firmante.
- Firma electrónica avanzada: es la firma electrónica que permite identificar al firmante y detectar cualquier cambio ulterior de los datos firmados, que está vinculada al firmante de manera única y a los datos a que se refiere, y que ha sido creada por medios que el firmante puede mantener bajo su exclusivo control.
- Firma electrónica reconocida: es la firma electrónica avanzada basada en un certificado reconocido y generada mediante un dispositivo seguro de creación de firma.

La firma electrónica reconocida tendrá respecto de los datos consignados en forma electrónica el mismo valor que la firma manuscrita en relación con los consignados en papel.
La Política de Firma Electrónica (PFE) define un modelo de esquema de referencia para la identificación y autenticación electrónica, recogidos en la Ley 39/2015, de 1 de octubre, del Procedimiento Administrativo Común de las Administraciones Públicas.
Dicha ley 59/2003 fue derogada por la Ley 6/2020, de 11 de noviembre, reguladora de determinados aspectos de los servicios electrónicos de confianza.